# Solomon Kvirkvelia
Solomon Kvirkvelia (někdy uváděný i jako Solomon Kverkvelia, gruzínsky სოლომონ კვირკველია; * 6. února 1992 Samtredia) je gruzínský fotbalový obránce a reprezentant, který v současnosti působí v ruském klubu FK Rubin Kazaň.

## Reprezentační kariéra
Hrál za gruzínské mládežnické reprezentace.
V A-mužstvu Gruzie debutoval 5. 3. 2014 v přátelském utkání v Tbilisi proti Lichtenštejnsku (výhra 2:0).